# Copa da Itália de Futebol de 2021–22
A Copa da Itália de 2021–22, também conhecida oficialmente como Coppa Italia Frecciarossa de 2021–2022 por conta do patrocínio, foi a 75ª edição dessa competição italiana de clubes de futebol organizada pela Lega Série A (em italiano: Lega Serie A). A disputa pela taça teve início em 7 de agosto de 2021 e tem terminou dia 11 de maio de 2022, com a decisão pelo título. O número de clubes participantes da competição foi reduzido de 78 na temporada anterior para 44 times nesta. O torneio contará com a participação de equipes das três principais divisões do futebol italiano: Série A, Série B e Série C. Os jogos da competição ocorrerão no formato de "mata-mata" e o vencedor garante uma vaga na fase de grupos da Liga Europa da UEFA de 2021–22.

## Regulamento

### Sistema de disputa
Com 44 times participantes: 20 clubes da Série A, 20 da Série B e 4 da Série C: dependendo do campeonato em que joguem na atual temporada (2021–22), essas equipes estreiam no torneio a partir de fases distintas. A disputa se dá no sistema "mata-mata" em todo o torneio, ou seja, times divididos em chaves de dois decidindo uma vaga na fase seguinte, onde o sistema se repete até a final, que decide o campeão. São sete fases: todas decididas em jogos únicos, com exceção da semifinal, que ocorre em partidas de ida e volta. O campeão se classificará para a fase de grupos da Liga Europa da UEFA de 2022–23.
- Fase Eliminatória
  - Rodada Preliminar: quatro times da Série C e quatro da Série B se enfrentam;
  - Trinta-e-dois-avos de Final: Os quatro vencedores se juntam aos 16 times restantes da Série B e a 12 times da Série A;
  - Dezesseis-avos de Final : Os 16 vencedores da etapa anterior se enfrentam entre si.

- Fase Final
  - Oitavas de Final: Os oito clubes vencedores da Fase Eliminatória se juntam aos 8 melhores times da Série A;
  - Quartas de Final: Os oitos times se enfrentam entre si;
  - Semifinais: Os 4 times se enfrentam entre si em partidas de ida e volta;
  - Final: Os dois vencedores se enfrentam em partida única pelo título.

### Critérios de desempate
Em caso de empate no placar ao final do tempo regulamentar (ou do placar agregado, no caso da semifinal), os critérios de desempate são:
| Jogos únicos 1. Prorrogação (dois tempos extras de 15 minutos cada) 2. Disputa por pênaltis | Semifinal 1. Regra do gol fora de casa (gols marcados como visitante) 2. Prorrogação (dois tempos extras de 15 minutos cada) 3. Disputa por pênaltis |

## Participantes
44 clubes participam da competição (todos os clubes participantes dos campeonatos da Série A e Série B, 4 clubes da Série C.

### Série A
Os 8 melhores times entram nas Oitavas de Final (Juventus, Inter Milan, Milan, Atalanta, Napoli, Lazio, Roma e Sassuolo), enquanto que o restante estreia nos Trinta-e-dois-avos de Final.
| - Atalanta   |
| - Bologna    |
| - Cagliari   |
| - Fiorentina |
| - Empoli     |

| - Genoa         |
| - Hellas Verona |
| - Inter Milan   |
| - Juventus      |
| - Lazio         |

| - Milan       |
| - Napoli      |
| - Roma        |
| - Salernitana |
| - Sampdoria   |

| - Sassuolo |
| - Spezia   |
| - Torino   |
| - Udinese  |
| - Venezia  |

### Série B
As quatro piores equipes no ranking estreiam na Rodada Preliminar (Ternana, Perugia, Como e Alessandria), ao passo que o restante dos times começa a jogar nos Trinta-e-dois-avos de Final
| - Alessandria |
| - Ascoli      |
| - Benevento   |
| - Brescia     |
| - Cittadella  |

| - Como      |
| - Cosenza   |
| - Cremonese |
| - Crotone   |
| - Frosinone |

| - Lecce     |
| - Monza     |
| - Parma     |
| - Perugia   |
| - Pordenone |

| - Pisa         |
| - Reggina      |
| - SPAL         |
| - Ternana      |
| - L.R. Vicenza |

### Série C
Todos os times estreiam na Rodada Preliminar.
| - Avellino |

| - Catanzaro |

| - Padova |

| - Südtirol |

## Primeira Fase

### Rodada Preliminar
Um total de 8 equipes competiram neste round, sendo 4 delas da Série B e 4 Série C. Os jogos ocorreram em partidas únicas nos dias 7 e 8 de agosto de 2022. Ao final dos jogos, 4 delas avançaram para a próxima fase.
| Jogo | Equipe 1 | Placar           | Equipe 2    |
| ---- | -------- | ---------------- | ----------- |
| 1    | Como     | 2 – 2 (3–4 pen.) | Catanzaro   |
| 2    | Ternana  | 1 – 1 (4–3 pen.) | Avellino    |
| 3    | Perugia  | 1 – 0            | Südtirol    |
| 4    | Padova   | 0 – 2 (pro.)     | Alessandria |

### Trinta-e-dois-avos de Final
Um total de 32 equipes competiram nesta rodada, sendo 4 campeãs da anterior, os 16 times restantes da Série B e 12  times do Série A.
| Jogo | Equipe 1      | Placar           | Equipe 2     |
| ---- | ------------- | ---------------- | ------------ |
| 5    | Pordenone     | 1 – 3            | Spezia       |
| 6    | Genoa         | 3 – 2            | Perugia      |
| 7    | Udinese       | 3 – 1            | Ascoli       |
| 8    | Fiorentina    | 4 – 0 (pro.)     | Cosenza      |
| 9    | Benevento     | 2 – 1 (pro.)     | SPAL         |
| 10   | Cittadella    | 2 – 1            | Monza        |
| 11   | Hellas Verona | 3 – 0            | Catanzaro    |
| 12   | Cagliari      | 3 – 1            | Pisa         |
| 13   | Empoli        | 4 – 2            | L.R. Vicenza |
| 14   | Parma         | 1 – 3            | Lecce        |
| 15   | Venezia       | 1 – 1 (8–7 pen.) | Frosinone    |
| 16   | Torino        | 0 – 0 (4–1 pen.) | Cremonese    |
| 17   | Crotone       | 2 – 2 (4–2 pen.) | Brescia      |
| 18   | Bologna       | 4 – 5            | Ternana      |
| 19   | Salernitana   | 2 – 0            | Reggina      |
| 20   | Sampdoria     | 3 – 2            | Alessandria  |

### Dezesseis-avos de Final
Os 16 times vencedores da rodada anterior se enfrentam entre si, os 8 vencedores avançam para a próxima fase.
| Jogo | Equipe 1      | Placar | Equipe 2    |
| ---- | ------------- | ------ | ----------- |
| 21   | Sampdoria     | 2 – 1  | Torino      |
| 22   | Cagliari      | 3 – 1  | Cittadella  |
| 23   | Fiorentina    | 2 – 1  | Benevento   |
| 24   | Venezia       | 3 – 1  | Ternana     |
| 25   | Genoa         | 1 – 0  | Salernitana |
| 26   | Udinese       | 4 – 0  | Crotone     |
| 27   | Spezia        | 0 – 2  | Lecce       |
| 28   | Hellas Verona | 3 – 4  | Empoli      |

## Fase final

### Tabelão até a final
|  | Oitavas de final   | Oitavas de final   |   |             | Quartas de final | Quartas de final |  |            | Semifinais | Semifinais | Semifinais | Semifinais |  |          | Final | Final |
|  |                    |                    |   |             |                  |                  |  |            |            |            |            |            |  |          |       |       |
|  | Atalanta           | 2                  |   |             |                  |                  |  |            |            |            |            |            |  |          |       |       |
|  | Venezia            | 0                  |   |             |                  |                  |  |            |            |            |            |            |  |          |       |       |
|  | Venezia            | 0                  |   | Atalanta    | 2                |                  |  |            |            |            |            |            |  |          |       |       |
|  |                    |                    |   | Atalanta    | 2                |                  |  |            |            |            |            |            |  |          |       |       |
|  |                    | Fiorentina         | 3 |             |                  |                  |  |            |            |            |            |            |  |          |       |       |
|  | Napoli             | Fiorentina         | 3 | 2           |                  |                  |  |            |            |            |            |            |  |          |       |       |
|  | Napoli             |                    |   | 2           |                  |                  |  |            |            |            |            |            |  |          |       |       |
|  | Fiorentina (pro.)  | 5                  |   |             |                  |                  |  |            |            |            |            |            |  |          |       |       |
|  | Fiorentina (pro.)  | 5                  |   |             |                  |                  |  | Fiorentina | 0          | 0          | 0          |            |  |          |       |       |
|  |                    |                    |   |             |                  |                  |  | Fiorentina | 0          | 0          | 0          |            |  |          |       |       |
|  |                    | Juventus           | 1 | 2           | 3                |                  |  |            |            |            |            |            |  |          |       |       |
|  | Juventus           | Juventus           | 1 | 2           | 3                | 4                |  |            |            |            |            |            |  |          |       |       |
|  | Juventus           |                    |   |             |                  | 4                |  |            |            |            |            |            |  |          |       |       |
|  | Sampdoria          | 1                  |   |             |                  |                  |  |            |            |            |            |            |  |          |       |       |
|  | Sampdoria          | 1                  |   | Juventus    | 2                |                  |  |            |            |            |            |            |  |          |       |       |
|  |                    |                    |   | Juventus    | 2                |                  |  |            |            |            |            |            |  |          |       |       |
|  |                    | Sassuolo           | 1 |             |                  |                  |  |            |            |            |            |            |  |          |       |       |
|  | Sassuolo           | Sassuolo           | 1 | 1           |                  |                  |  |            |            |            |            |            |  |          |       |       |
|  | Sassuolo           |                    |   | 1           |                  |                  |  |            |            |            |            |            |  |          |       |       |
|  | Cagliari           | 0                  |   |             |                  |                  |  |            |            |            |            |            |  |          |       |       |
|  | Cagliari           | 0                  |   |             |                  |                  |  |            |            |            |            |            |  | Juventus | 2     |       |
|  |                    |                    |   |             |                  |                  |  |            |            |            |            |            |  | Juventus | 2     |       |
|  |                    | Inter Milan (pro.) | 4 |             |                  |                  |  |            |            |            |            |            |  |          |       |       |
|  | Milan (pro.)       | Inter Milan (pro.) | 4 | 3           |                  |                  |  |            |            |            |            |            |  |          |       |       |
|  | Milan (pro.)       |                    |   | 3           |                  |                  |  |            |            |            |            |            |  |          |       |       |
|  | Genoa              | 1                  |   |             |                  |                  |  |            |            |            |            |            |  |          |       |       |
|  | Genoa              | 1                  |   | Milan       | 4                |                  |  |            |            |            |            |            |  |          |       |       |
|  |                    |                    |   | Milan       | 4                |                  |  |            |            |            |            |            |  |          |       |       |
|  |                    | Lazio              | 0 |             |                  |                  |  |            |            |            |            |            |  |          |       |       |
|  | Lazio (pro.)       | Lazio              | 0 | 1           |                  |                  |  |            |            |            |            |            |  |          |       |       |
|  | Lazio (pro.)       |                    |   | 1           |                  |                  |  |            |            |            |            |            |  |          |       |       |
|  | Udinese            | 0                  |   |             |                  |                  |  |            |            |            |            |            |  |          |       |       |
|  | Udinese            | 0                  |   |             |                  |                  |  | Milan      | 0          | 0          | 0          |            |  |          |       |       |
|  |                    |                    |   |             |                  |                  |  | Milan      | 0          | 0          | 0          |            |  |          |       |       |
|  |                    | Inter Milan        | 0 | 3           | 3                |                  |  |            |            |            |            |            |  |          |       |       |
|  | Inter Milan (pro.) | Inter Milan        | 0 | 3           | 3                | 3                |  |            |            |            |            |            |  |          |       |       |
|  | Inter Milan (pro.) |                    |   |             |                  | 3                |  |            |            |            |            |            |  |          |       |       |
|  | Empoli             | 2                  |   |             |                  |                  |  |            |            |            |            |            |  |          |       |       |
|  | Empoli             | 2                  |   | Inter Milan | 2                |                  |  |            |            |            |            |            |  |          |       |       |
|  |                    |                    |   | Inter Milan | 2                |                  |  |            |            |            |            |            |  |          |       |       |
|  |                    | Roma               | 0 |             |                  |                  |  |            |            |            |            |            |  |          |       |       |
|  | Roma               | Roma               | 0 | 3           |                  |                  |  |            |            |            |            |            |  |          |       |       |
|  | Roma               |                    |   | 3           |                  |                  |  |            |            |            |            |            |  |          |       |       |
|  | Lecce              | 1                  |   |             |                  |                  |  |            |            |            |            |            |  |          |       |       |

### Oitavas de Final
| Jogo | Equipe 1    | Placar | Equipe 2   |
| ---- | ----------- | ------ | ---------- |
| 29   | Atalanta    | 2 – 0  | Venezia    |
| 30   | Napoli      | 2 – 5  | Fiorentina |
| 31   | Juventus    | 4 – 1  | Sampdoria  |
| 32   | Sassuolo    | 1 – 0  | Cagliari   |
| 33   | Milan       | 3 – 1  | Genoa      |
| 34   | Lazio       | 1 – 0  | Udinese    |
| 35   | Inter Milan | 3 – 2  | Empoli     |
| 36   | Roma        | 3 – 1  | Lecce      |

### Quartas de Final
| Jogo | Equipe 1    | Placar | Equipe 2   |
| ---- | ----------- | ------ | ---------- |
| 37   | Atalanta    | 2 – 3  | Fiorentina |
| 38   | Juventus    | 2 – 1  | Sassuolo   |
| 39   | Milan       | 4 – 0  | Lazio      |
| 40   | Inter Milan | 2 – 0  | Roma       |

### Semifinais
| Jogos | Equipe 1   | Total | Equipe 2    | Jogo 1 | Jogo 2 |
| ----- | ---------- | ----- | ----------- | ------ | ------ |
| 41/43 | Fiorentina | 0 – 3 | Juventus    | 0 – 1  | 0 – 2  |
| 42/44 | Milan      | 0 – 3 | Inter Milan | 0 – 0  | 0 – 3  |

### Final
| 11 de maio de 2022 | Juventus                       | 2 – 4 | Inter Milan                                                | Estádio Olímpico de Roma, Roma        |
| 21:00              | Alex Sandro 50' · Vlahović 52' |       | 7' Barella · 80' Çalhanoğlu (pen) · 99, 102' Perišić (pen) | Público: 67 944 Árbitro: Paolo Valeri |

## Premiação
| Copa da Itália de 2021–22          |
| ---------------------------------- |
| Internazionale Campeão (8º título) |

## Artilheiros
| Posição | Jogador            | Clube               | Gols[carece de fontes?] |
| ------- | ------------------ | ------------------- | ----------------------- |
| 1       | Dušan Vlahović     | Fiorentina/Juventus | 4                       |
| 2       | Nedim Bajrami      | Empoli              | 3                       |
| 2       | Olivier Giroud     | AC Milan            | 3                       |
| 2       | Leonardo Mancuso   | Empoli              | 3                       |
| 2       | Krzysztof Piątek   | Fiorentina          | 3                       |
| 6       | Federico Bonazzoli | Salernitana         | 2                       |
| 6       | Arturo Calabresi   | Lecce               | 2                       |
| 6       | Mirko Carretta     | Perugia             | 2                       |
| 6       | Moutir Chajia      | Como                | 2                       |
| 6       | Massimo Coda       | Lecce               | 2                       |
| 6       | Simone Corazza     | Alessandria         | 2                       |
| 6       | Alessandro Deiola  | Cagliari            | 2                       |
| 6       | Paulo Dybala       | Juventus            | 2                       |
| 6       | César Falletti     | Ternana             | 2                       |
| 6       | Rafael Leão        | AC Milan            | 2                       |
| 6       | Lautaro Martínez   | Inter Milan         | 2                       |
| 6       | Nikola Milenković  | Fiorentina          | 2                       |
| 6       | Gabriele Moncini   | Benevento           | 2                       |
| 6       | Diego Peralta      | Ternana             | 2                       |
| 6       | Roberto Pereyra    | Udinese             | 2                       |
| 6       | Ivan Perišić       | Inter Milan         | 2                       |
| 6       | Ignacio Pussetto   | Udinese             | 2                       |
| 6       | Fabio Quagliarella | Sampdoria           | 2                       |
| 6       | Alexis Sánchez     | Inter Milan         | 2                       |
| 6       | Lorenzo Venuti     | Fiorentina          | 2                       |